# 斑胁草雁
斑胁草雁（学名：Chloephaga picta），是雁形目鸭科的一种鸟类。

## 特征
斑胁草雁体重约2880.37克，翼长约412.2毫米，嘴峰长约40.1毫米，喙宽度约18毫米，喙厚度约14.7毫米，跗蹠长约72.5毫米，尾长约138.2毫米。斑胁草雁是部分迁徙的鸟类，其栖息在开放的草原环境中，食性为草食性，主要食物来源是陆生植物。

## 亚种
- ：分布于智利南部和阿根廷南部；冬季在智利北部至中部和阿根廷北部越冬。
- ：分布于福克兰群岛。[4]